# Pjotr Grigorjevics Volokityin
Pjotr Grigorjevics Volokityin (Sztugyonije Hutora, 1926. április 25. – Budapest, 1956. november 6.) szovjet katona, a Szovjetunió Hőse, aki az 1956-os forradalom során a budapesti utcai harcokban vesztette életét.

## Élete
Pjotr Volokityin egy parasztcsaládban született 1926. április 25-én.
1944-ben behívták szolgálatra a Munkás-paraszt Vörös Hadseregbe. 1948-ban katonaiskolát végzett. 1956 őszén főhadnagyként a magyar felkelés ellen harcolt. Az utcai harcok során Budapesten vesztette életét, a Kerepesi temetőben temették el. Posztumusz megkapta a Szovjetunió Hőse kitüntetést.